# John Stelle
John Henry Stelle, né le 10 août 1891 et mort le 5 juillet 1962, est un homme politique américain, ancien gouverneur, lieutenant-gouverneur et trésorier de l'Illinois. 

## Biographie
Il fait partie de la Western Military Academy, et obtient un diplôme en droit de l'université Washington de Saint-Louis en 1916. Stelle était un fervent démocrate qui a servi dans l'U.S. Army pendant la Première Guerre mondiale. Il sera délégué à toutes les conventions nationales démocrates de 1928 à 1960. De 1935 à 1937, Stelle rentre au Gouvernement de l'Illinois comme Trésorier de l'État. En 1937, il est élu lieutenant-gouverneur avec 56,2 % des voix. Le 6 octobre 1940, il devient gouverneur à la suite du décès d'Henry Horner, il restera trois mois gouverneur ; devenant ainsi le gouverneur ayant gouverné pendant la plus courte période l'Illinois juste après William Lee D. Ewing. 
À la fin de son mandat, John Stelle retourne dans le privé. Il plaida la cause et défendit le passage de la G.I. Bill of Rights, une loi qui octroyait de nouveaux droits aux soldats démobilisés. 
En 1960, il a soutenu John F. Kennedy pour la présidence des États-Unis, et aidé à la création de comités de soutien à Kennedy dans l'Illinois. Kennedy, a attribué sa victoire en Illinois (de seulement onze mille voix) à la formation de ces groupes.

### Décès
Pendant ses obsèques, la dépouille de Stelle a été transportée à McLeansboro pour des funérailles réalisé par la Gholson Funeral Home avant d'être porté en terre au cimetière de McLeansboro.  En 2002, Stelle remporte à titre posthume le James Bryant Conant Award décerné par la commission d'éducation des États.  
La résidence Stelle était l'un des bâtiments les plus connus de McLeansboro, avant de bruler en 2005, détruisant la plupart des souvenirs de Steelle. On peut apercevoir le portrait de Stelle dans la galerie des gouverneurs au deuxième étage du Capitole d'État de l'Illinois à Springfield.

### Source
- (en) Cet article est partiellement ou en totalité issue d'une traduction de l'article Wikipédia en anglais intitulé « en:John Henry Stelle ».